# King Gruffydd (schip, 1919)
De King Gruffydd is een Brits stoomvrachtschip van 5.072 ton. Het werd afgewerkt in december 1919 op de scheepswerf van Hongkong & Whampoa Dock Ltd. Kowloon, Hongkong. De eigenaar was Dodd, Thomson & Co. Ltd. in Londen en het schip had aldaar zijn thuishaven. De bemanning van het schip bestond uit 49 leden.
De laatste reis van het schip begon in New York op 5 maart 1943. Met 5.000 ton staal, 500 ton tabak en 493 ton explosieven aan boord ging het op weg naar Kingston upon Hull, een route die liep via Loch Ewe.
Het schip werd vernoemd naar Gruffydd, een middeleeuwse koning van Wales.

## Geschiedenis
Het schip werd te water gelaten als de War Trooper, verder afgewerkt in december 1919 als het Griekse vrachtschip Ambatielos voor de rederij N.E. Ambatielos, Argostoli, Ionische Eilanden. In 1923 werd het doorverkocht aan Groot-Brittannië en omgedoopt tot King Gruffydd voor Dodd, Thomson & Co. Ltd., Londen.
Op 14 september 1939 werd de King Gruffydd opgevorderd door de Britse Admiraliteit en omgebouwd tot Q-schip HMS Maunder (X 28). Van 12 maart tot 22 augustus 1941 werd het schip gebruikt als een bewapend koopvaardijschip/hulpkruiser en dan overgeplaatst naar het ministerie van Oorlog en Transport (Ministry of War Transport, MoWT). 
Het schip werd weer een stoomvrachtschip met de voormalige scheepsnaam King Gruffydd en aan zijn oorspronkelijke eigenaren Dodd, Thomson & Co. teruggeschonken.

## Einde
De King Gruffydd werd ingezet in konvooi SC-122 op 5 maart 1943, vertrokken vanuit New York om naar Engeland te varen met een lading staal, tabak en een lading gevaarlijke explosieven. Voor de opvarenden waren dergelijke schepen  drijvende tijdbommen. Om 03.05 uur op 17 maart 1943 vuurde de U-338, onder bevel van Manfred Kinzel, een spreidschot van twee torpedo's af op het konvooi, dat op dat ogenblik ten zuidoosten van Kaap Vaarwel voer. Nadat Kinzel weer onder periscoopdiepte was gedoken, nam hij aan dat hij een schip had geraakt, hoewel hij het op dit moment niet kon waarnemen. Inderdaad had Kinzel de Kingsbury getroffen, die in konvooipositie 51 voer, en de King Gruffydd, die in konvooipositie 52 voer. Beide zonken later naar de oceaanbodem.
Omstreeks 03.06 uur lanceerde hij een tweede spreidschot van twee torpedo's, die de Alderamin in konvooipositie 61 troffen, die later wegzonk op 51°30’ N. en 34°55’ W.
Een minuut later, om 03.07 uur, werd vanaf de achtersteven een torpedo afgeschoten die het eigenlijke doel, de al zieltogende SS Alderamin, miste, maar wel de Fort Cedar Lake beschadigde in zijn konvooipositie 124. De King Gruffydd zonk naar de zeebodem op 51°55’ N. en 32°41’ W.
De munitielading ontplofte niet, anders waren er nog meer slachtoffers gevallen. Kapitein Hywell Griffiths, 21 bemanningsleden en twee artilleristen van de King Gruffydd verloren het leven bij deze U-bootaanval. Achttien bemanningsleden en zeven artilleristen werden door het Britse reddingsschip Zamalek, met kapitein Owen Charles Morris DSO als gezagvoerder, gered en op 22 maart naar Gourock in Schotland gebracht. Er waren 25 overlevenden.